# برات آند ويتني آر-4360 واسب ميجر
برات آند ويتني آر-4360 واسب ميجر محرك طائرة شعاعي، مكون من 28 أسطوانة مُرتبة في 4 صفوف. صُمم وصُنع المحرك خلال فترة الحرب العالمية الثانية، ويعتبر أكبر المحركات سعة التي تم إنتاجها بكميات في الولايات المتحدة.
كان هذا المحرك هو الأخير في فئة برات آند ويتني واسب، أي أنه تضمن أفضل ما وصل إليه صانعيه في تقنية المحركات المكبسية. انتهت الحرب انتهت قبل أن يُشغل المحرك الطائرات المقاتلة، ومع ذلك، شغل العديد من طائرات الجيل الأخير للطائرات ذات المحركات المكبسية الكبيرة قبل ظهور المحرك التوربيني النفاث والمحرك التوربيني المروحي مثل أليسون تي 56 ‏.

## التصميم والتطوير
تكون محرك أر-4360 من 28 أسطوانة، رُثبت في 4 صفوف. تكون كل صف من 7 أسطوانات تُبرد بالهواء، ويبتعد كل صف عن الصف السابق بمسافة صغيرة، وكانت أسطوانات كل صف مُرتبة في شكل شبه حلزوني لتسهيل تدفق الهواء لتبريد أسطوانات الصف التالي. ألهم شكل ترتيب أسطوانات المحرك صانعيه بتلقيبه بكوز الذرة.
استخدم المحرك شاحن توربيني فائق نسبة سرعته 1:6.374 بالنسبة لسرعة المحرك، وذلك لسحب الهواء قسرياً، بينما كانت نسبة سرعة المروحة الدافعة 1:0.375 بالنسبة لسرعة المحرك، لذلك لم تصل سرعة أطراف شفرات المروحة إلى السرعات فوق الصوتية الغير فعالة.
بالرغم من فعالية المحرك ميكانيكاً، إلا أنه حظى بسمعة لا يُحسد عليها في حرائق الطيران، وخاصة في استخدامه في طائرة بوينغ 377 ستراتوكروسر، بالإضافة إلى أنه كان يتطلب صيانة كثيفة.
يُمكن لاستخدام تقنية بداية تشغيل غير مناسبة أن تُعطل كل شمعات الاحتراق البالغ عددها 56، مما يتطلب ساعات لتنظيفها وتبديلها.
بلغت سعة المحرك 4362.50 بوصة مكعبة (71.489 لتر) ومن هنا جاءت تسمية المحرك. بلغت قدرة الطرازات الأولى من المحرك 3000 حصاناً (2240 كيلو وات)، بينما بلغت سعة الطرازات الأخيرة 3500 حصاناً، لكن طراز واحد استطاع أن ينتج 4300 حصاناً (3200 كيلو وات) باستخدام 2 من الشواحن التوربينية بالإضافة إلى شاحن توربيني فائق.
بلغ وزن المحرك 1579 إلى 1755 كجم، ليعطي نسبة قدرة إلى وزن مقدارها 1.11 حصان/رطل (1.83 كيلو وات/كجم). أُنتجت محركات واسب ماجور بين عام 1944 إلى 1955، وصُنع 18697 محركاً.
صنعت برات آند ويتني محرك برات آند ويتني آر-2180-إي توين واسب إي، الذي اشتقته من أر-4360 بتقسيمه لجزئين. تكون هذا المحرك من صفين، احتوى كل منهما على 7 أسطوانات واستُخدم في طائرة ساب 90 سكانديا.

## الطرازات

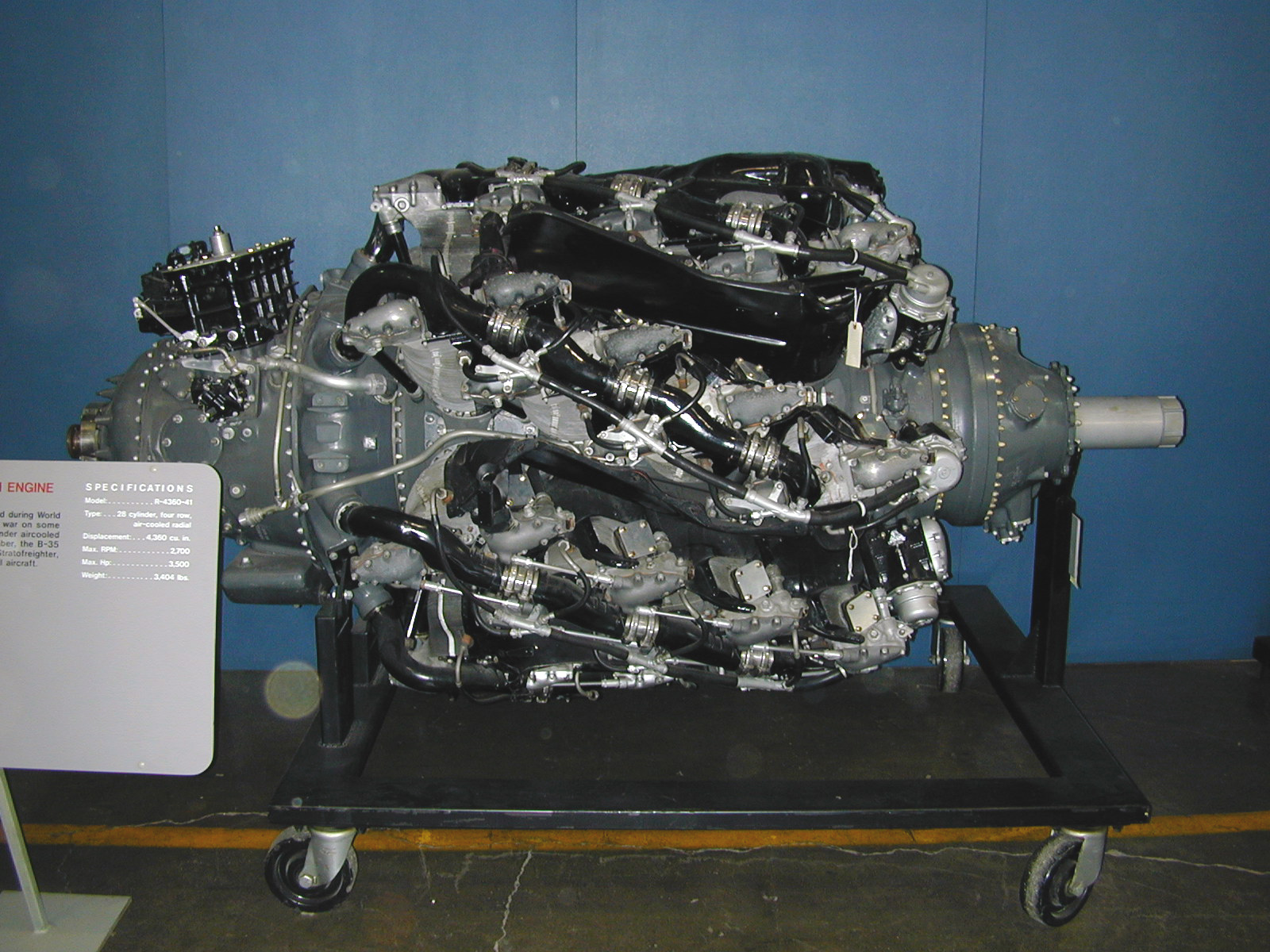
برات آند ويتني آر-4360 واسب ماجور

- أر-4360-4: بلغت قدرته 2650 حصاناً (1976 كيلو وات).
- أر-4360-60: بلغت قدرته 3500 حصاناً (2610 كيلو وات).
- أر-4360-25: بلغت قدرته 3000 حصاناً (2237 كيلو وات).
- أر-4360-41: بلغت قدرته 3500 حصاناً (2610 كيلو وات).
- أر-4360-51 في دي تي: بلغت قدرته 4300 حصاناً (3210 كيلو وات).
- أر-4360-53: بلغت قدرته 3800 حصاناً (2834 كيلو وات).
- أر-4360-بي 3: بلغت قدرته 3500 حصاناً (2610 كيلو وات).

## التطبيقات

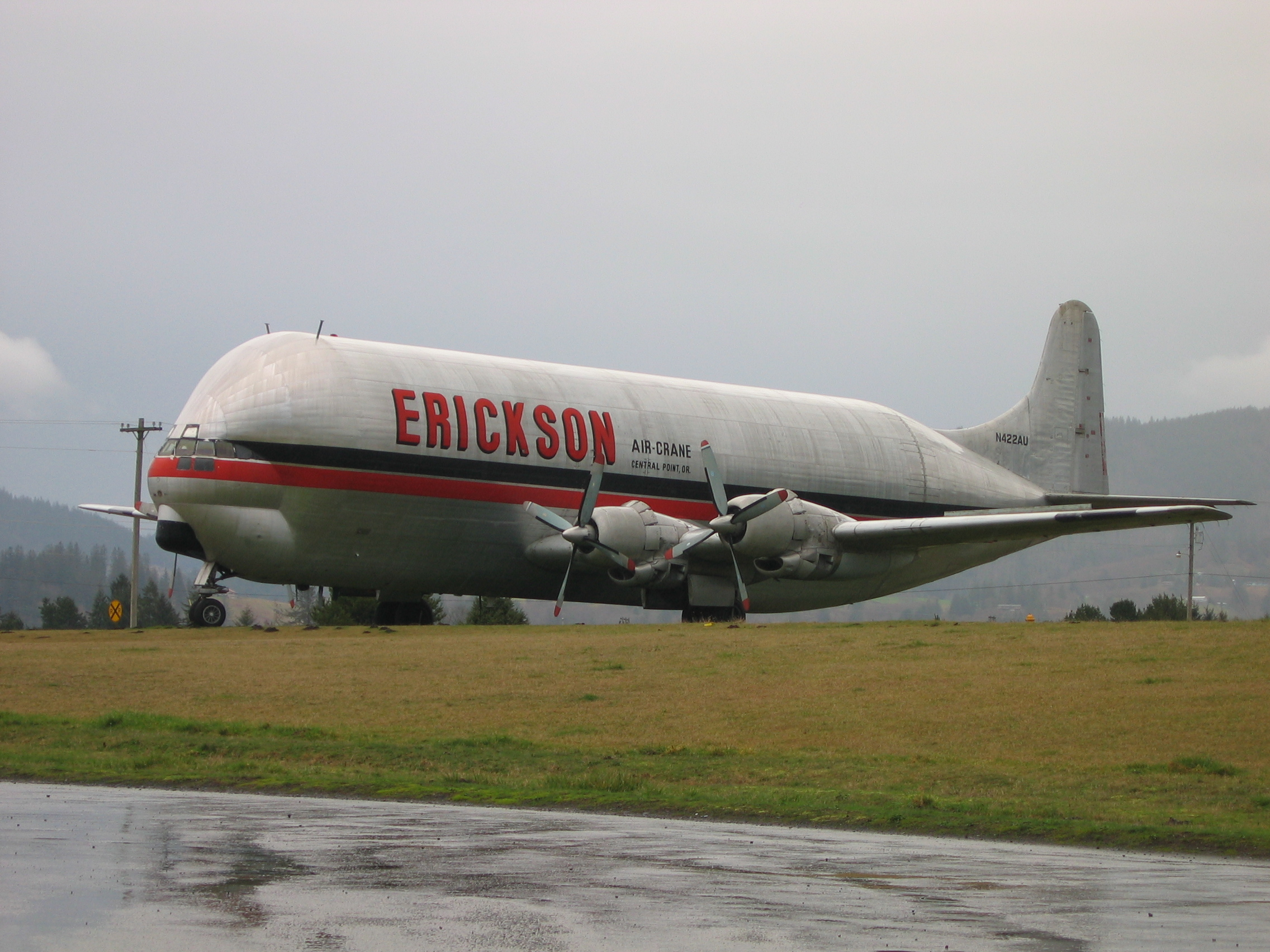
ايرو سبيسلاينز ميني جابي

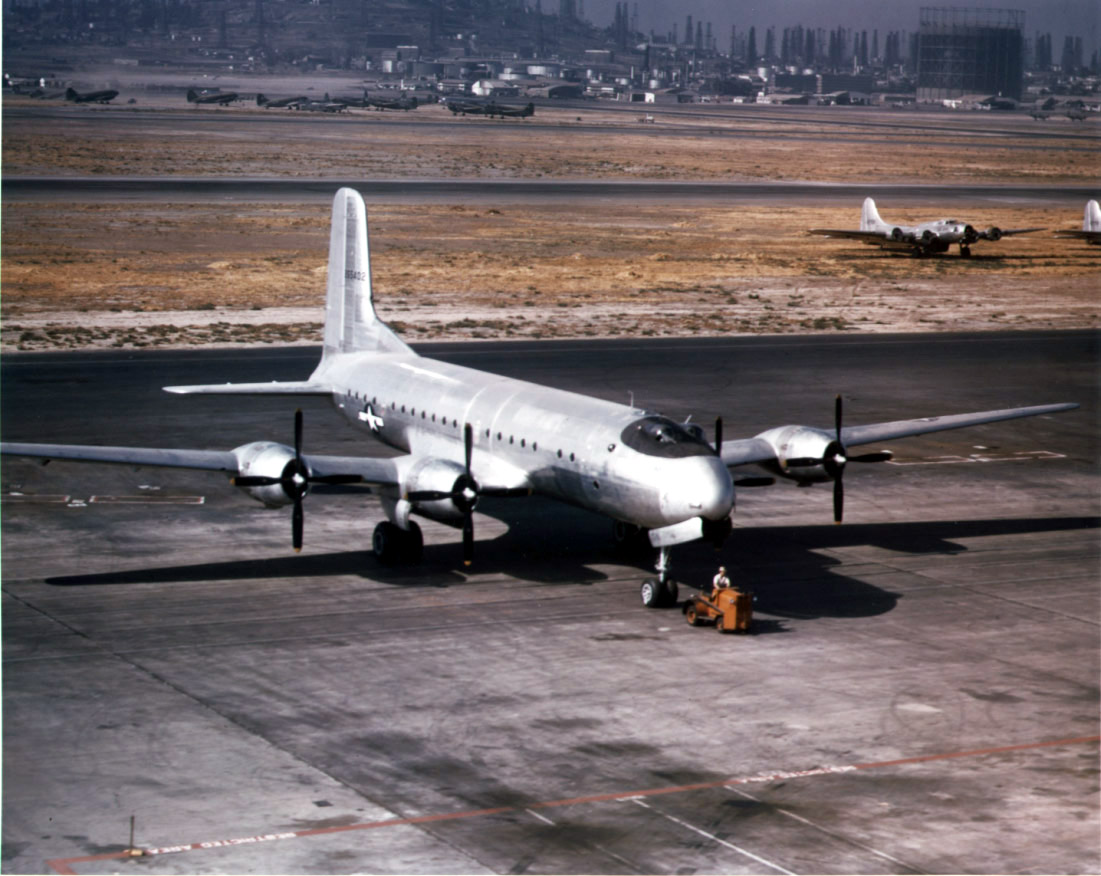
دوغلاس سي-47 جلوب ماستر

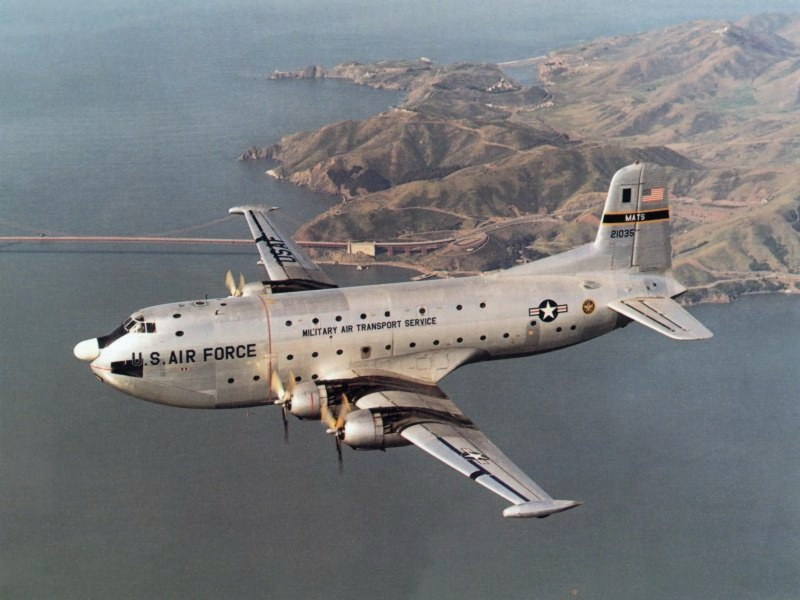
دوغلاس سي-124 غلوب ماستر الثانية

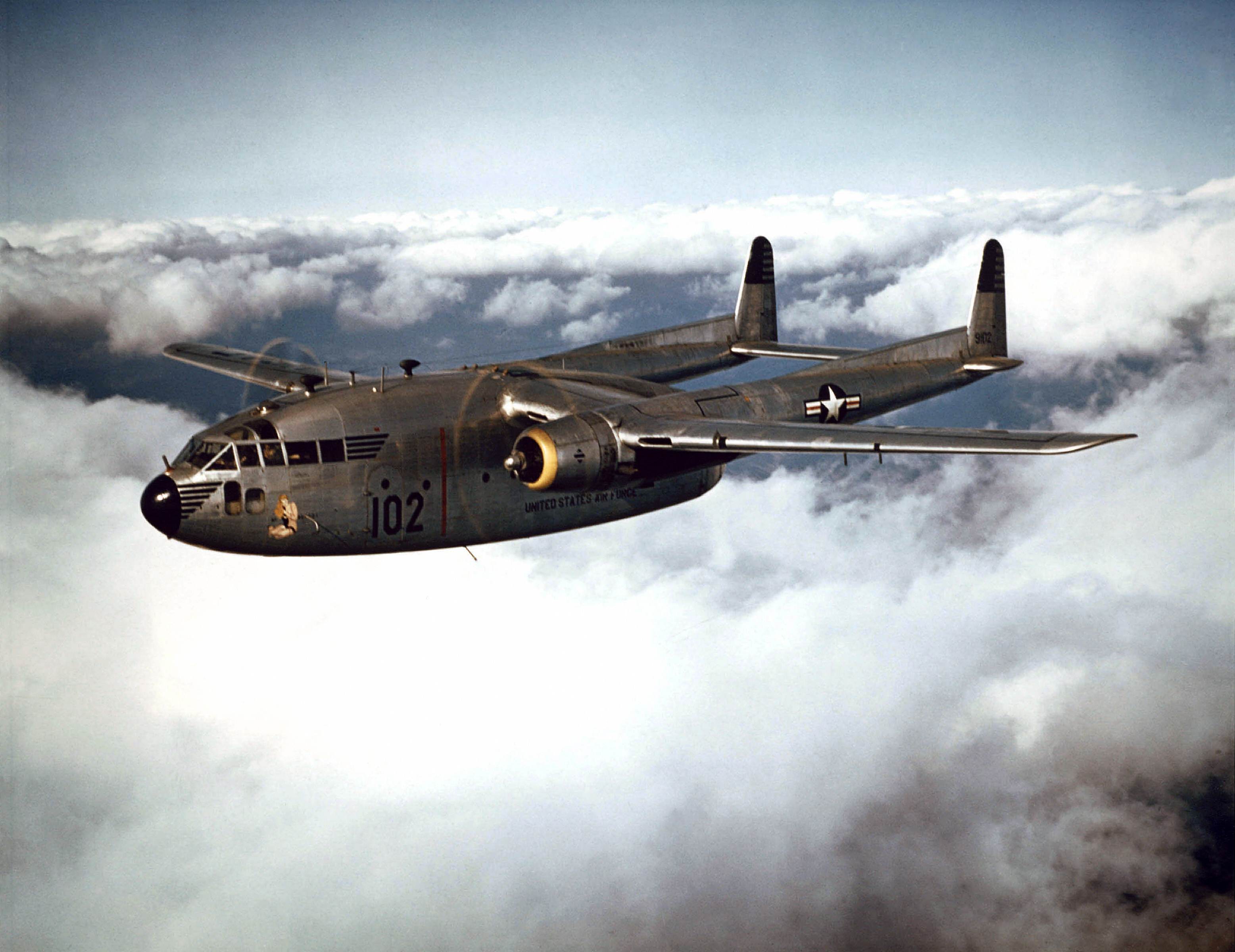
فيرتشايلد سي-119 فلاينج بوكس كار

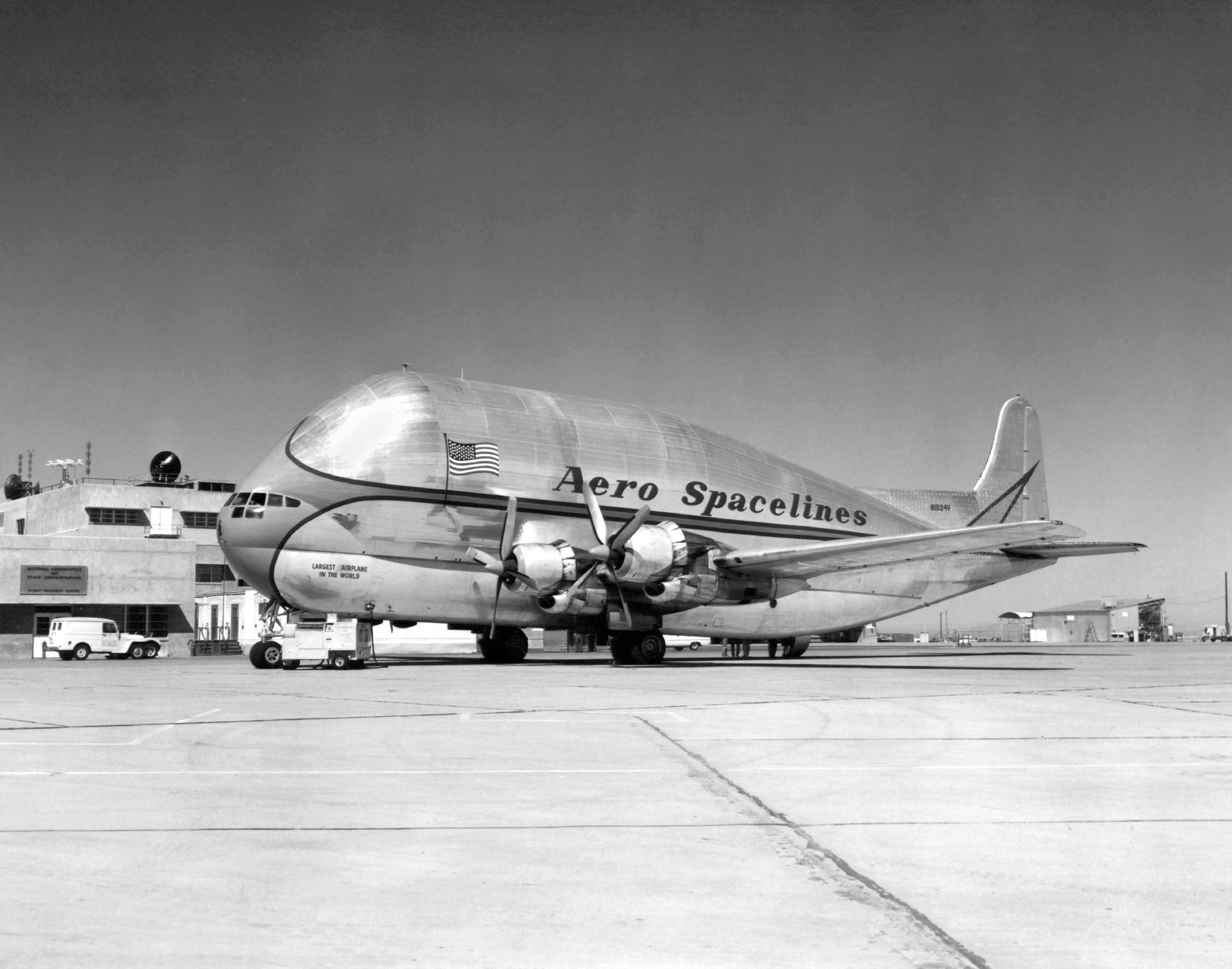
ايرو سبيسلاينز ميني جابي
- آيرو سبيسلاينز بريجنانت جابي
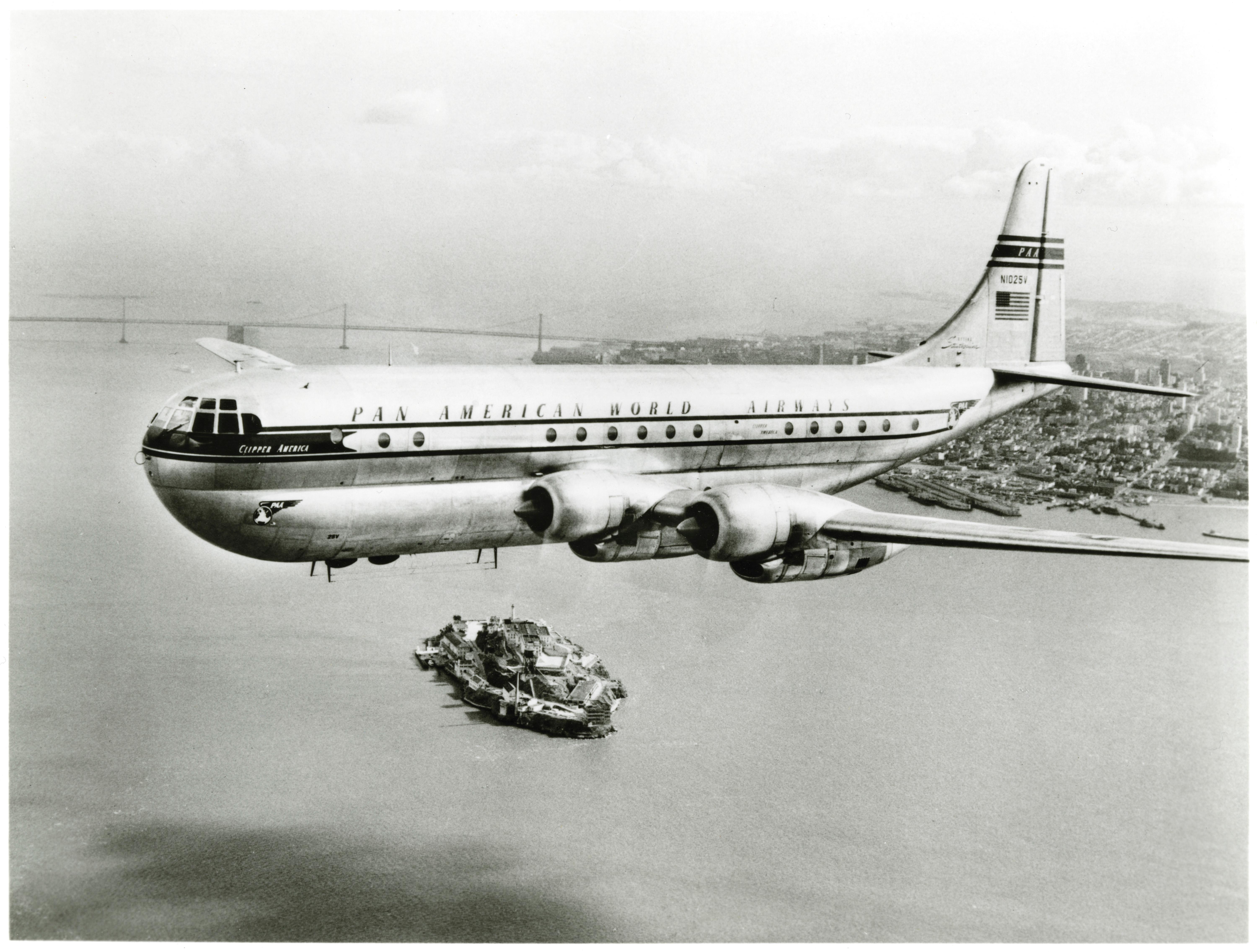
بوينغ 377 ستراتوكروسر
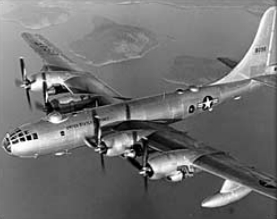
بوينغ بي-50 سوبرفورترس
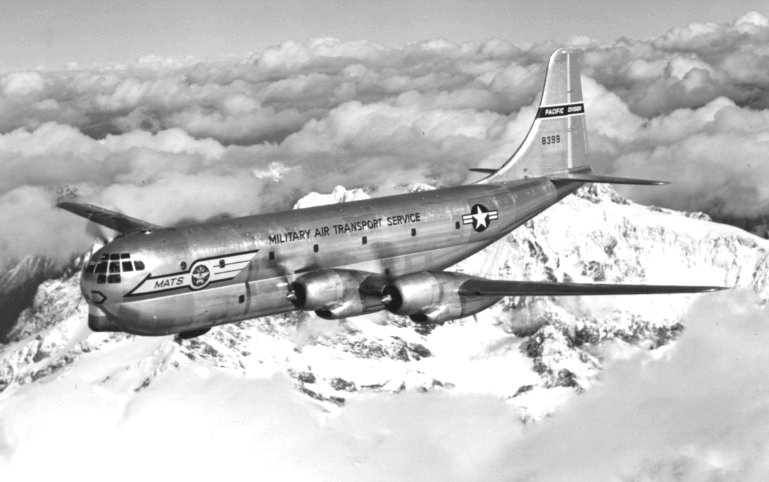
بوينغ سي-97 سترتوفريتر
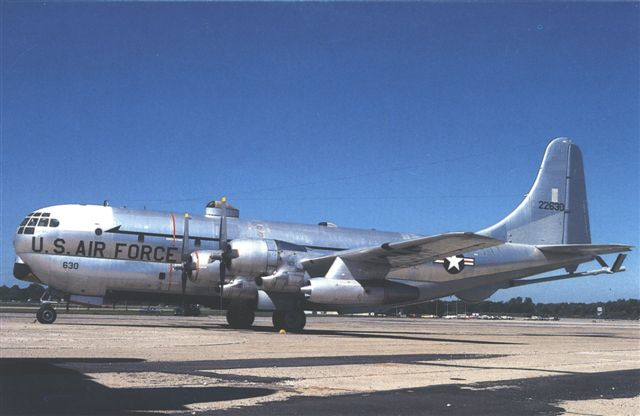
بوينغ كيه سي -97 ستراتوفريتر
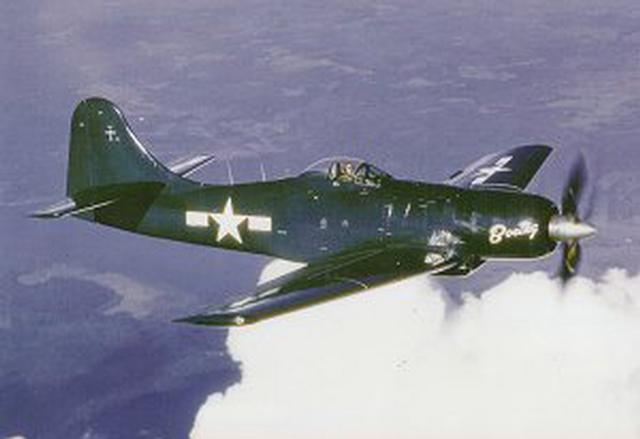
بوينغ 377 إكس إف 8 بي
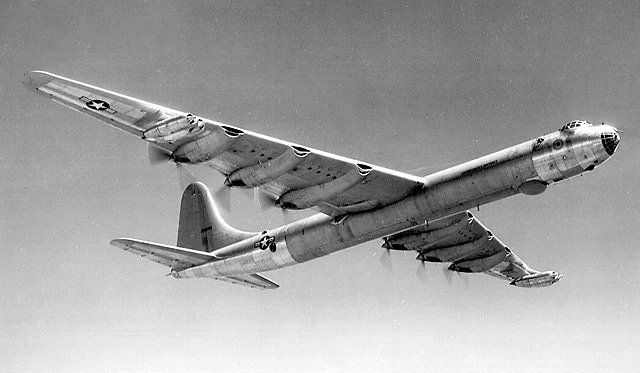
كونفير بي-36
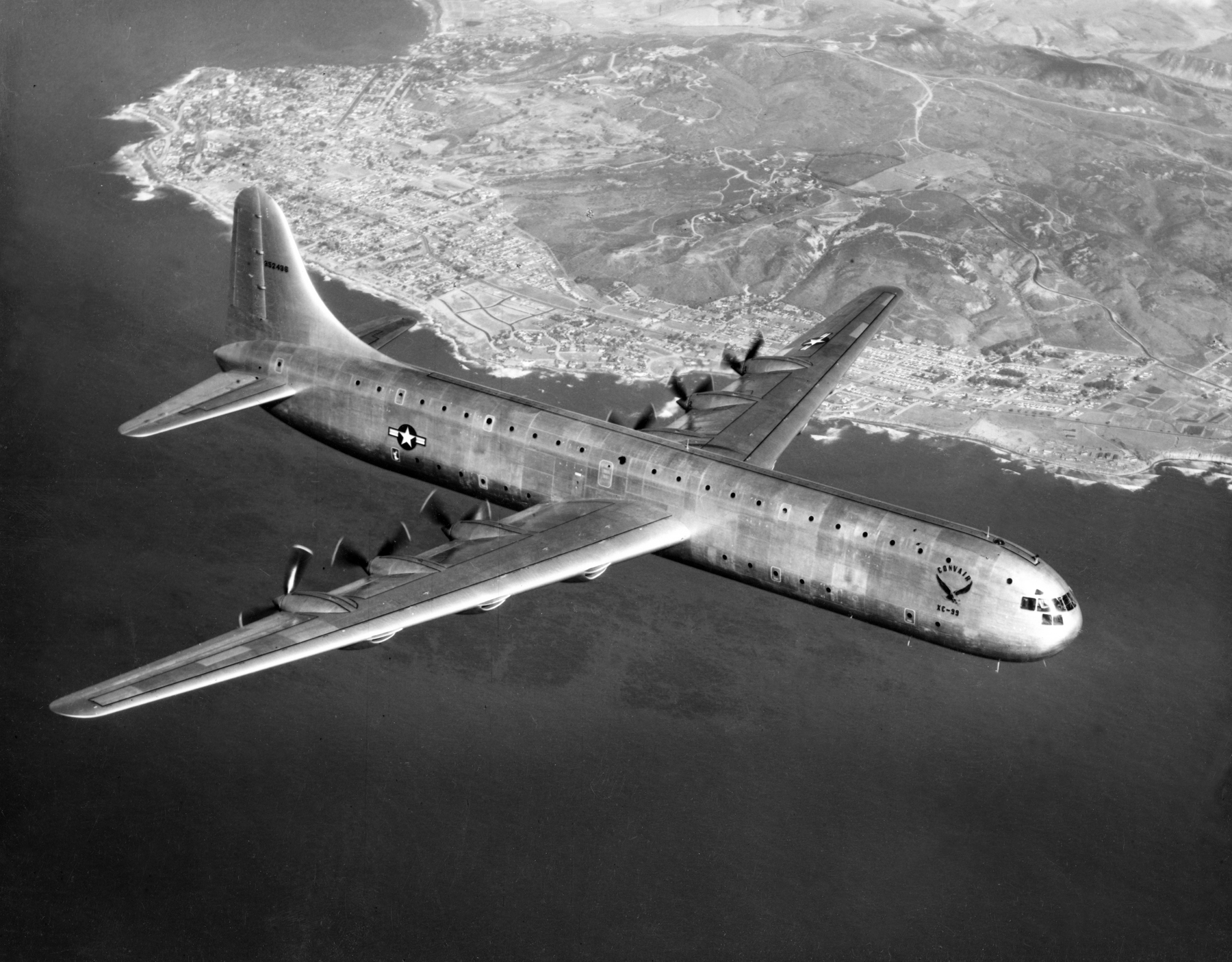
كونفير إكس سي-99
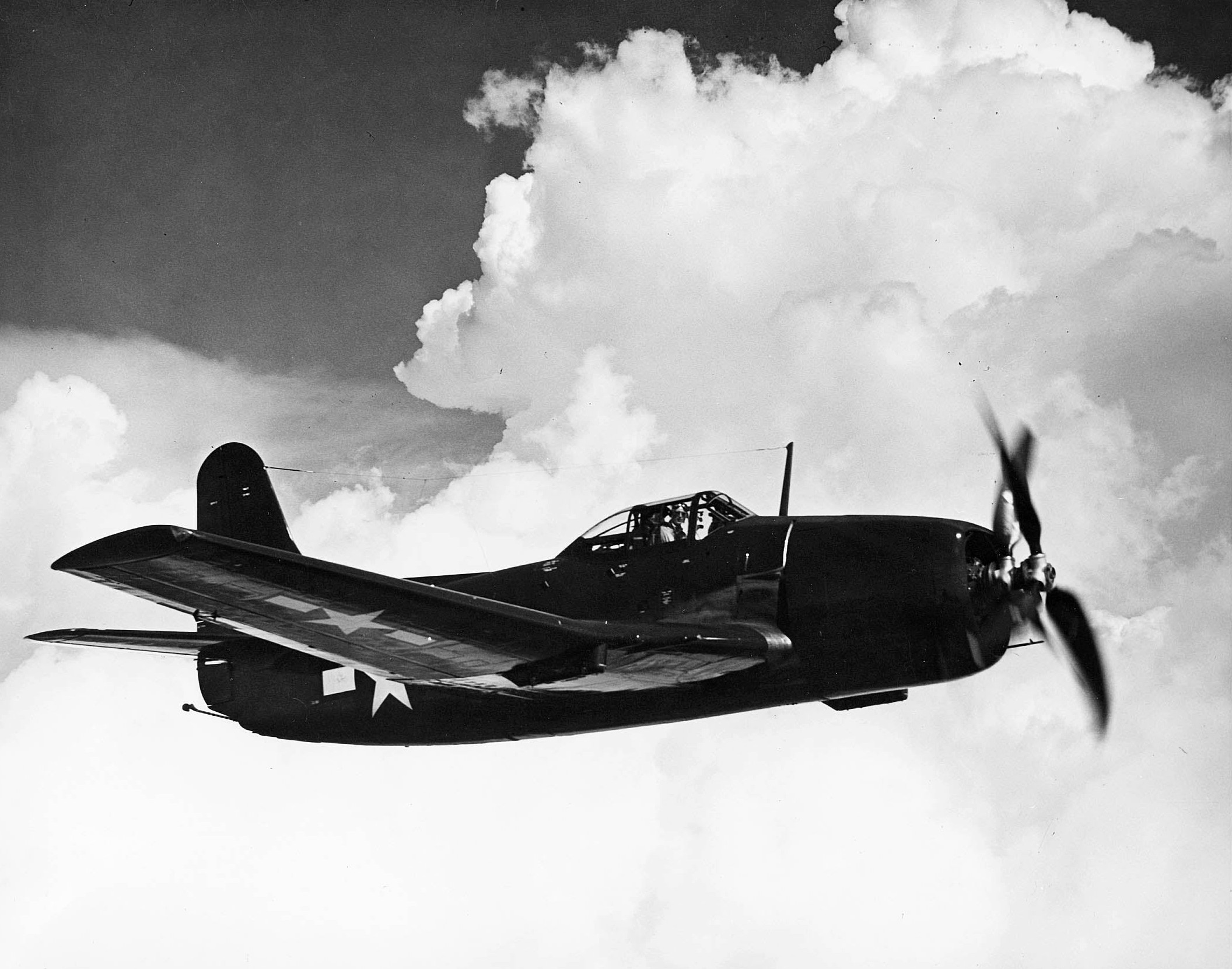
كيرتس إكس بي تي سي
- دوغلاس سي-47 غلوب ماستر
- دوغلاس سي-124 غلوب ماستر الثانية
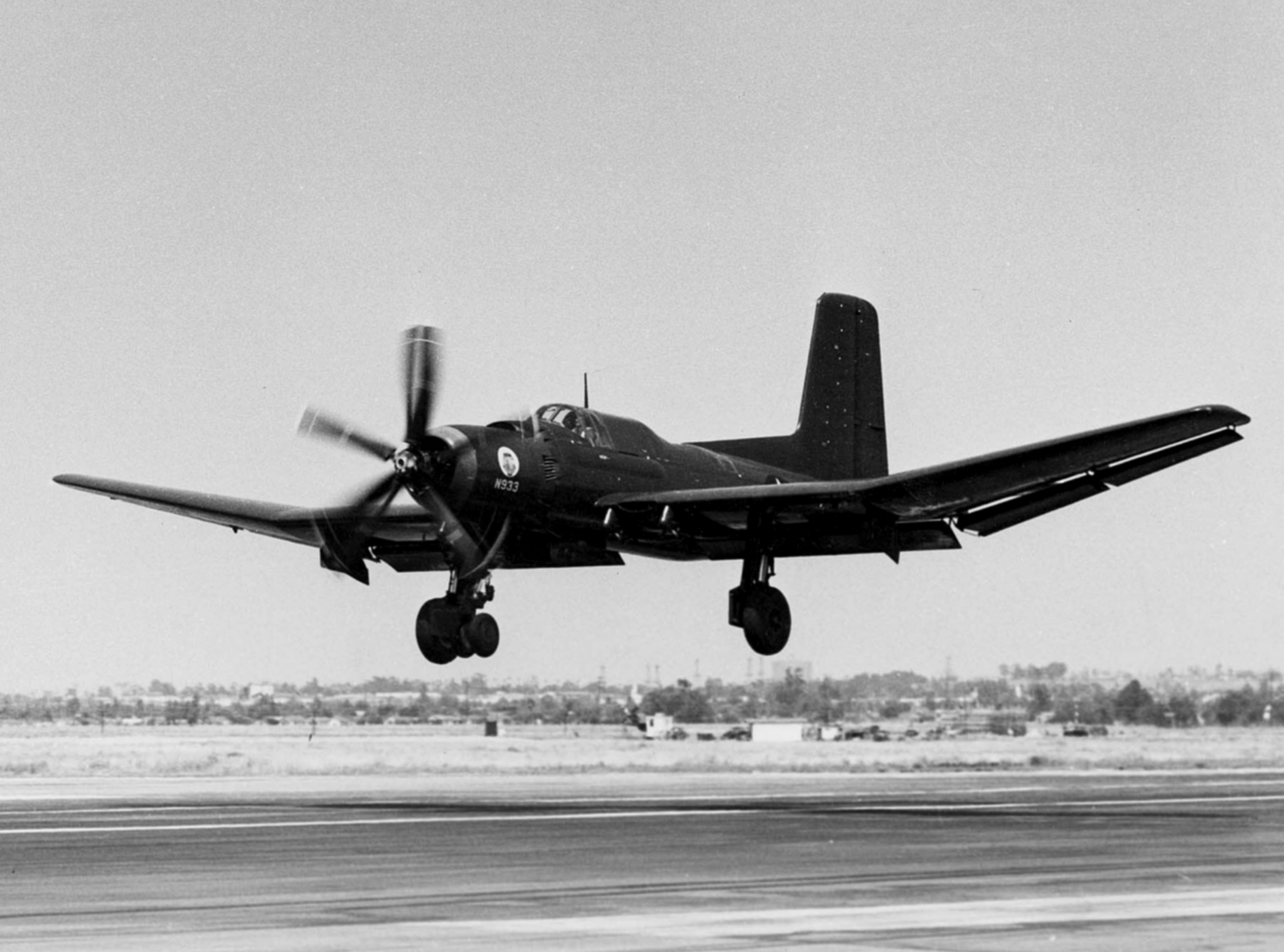
دوغلاس إكس تي بي 2 دي سكاي بايرت
- فيرتشايلد سي-119 فلاينج بوكس كار
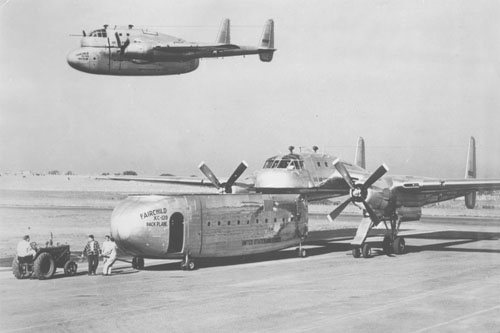
فيرتشايلد إكس سي-120 باك بلان
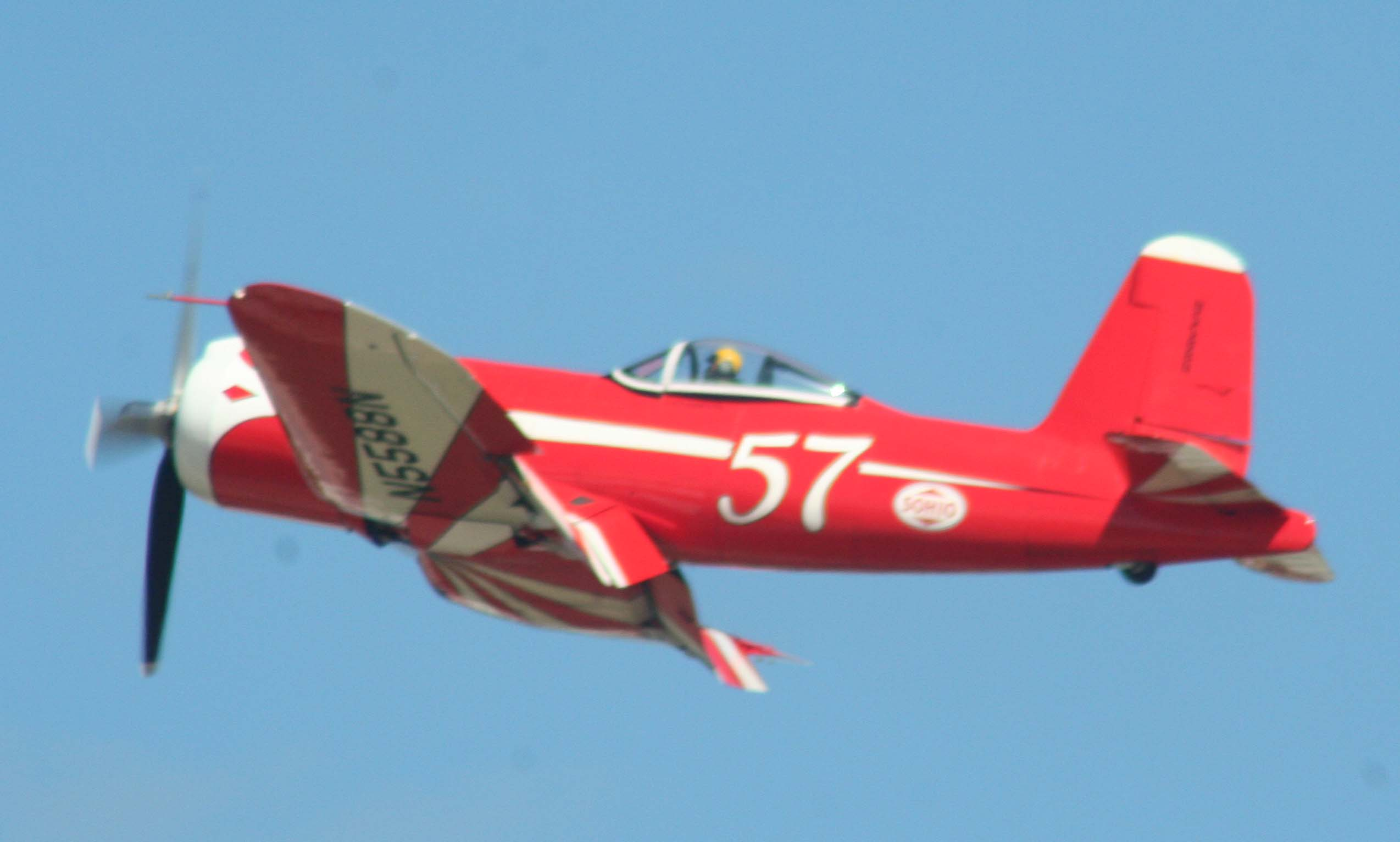
جوديير إف 2 جي كورسير
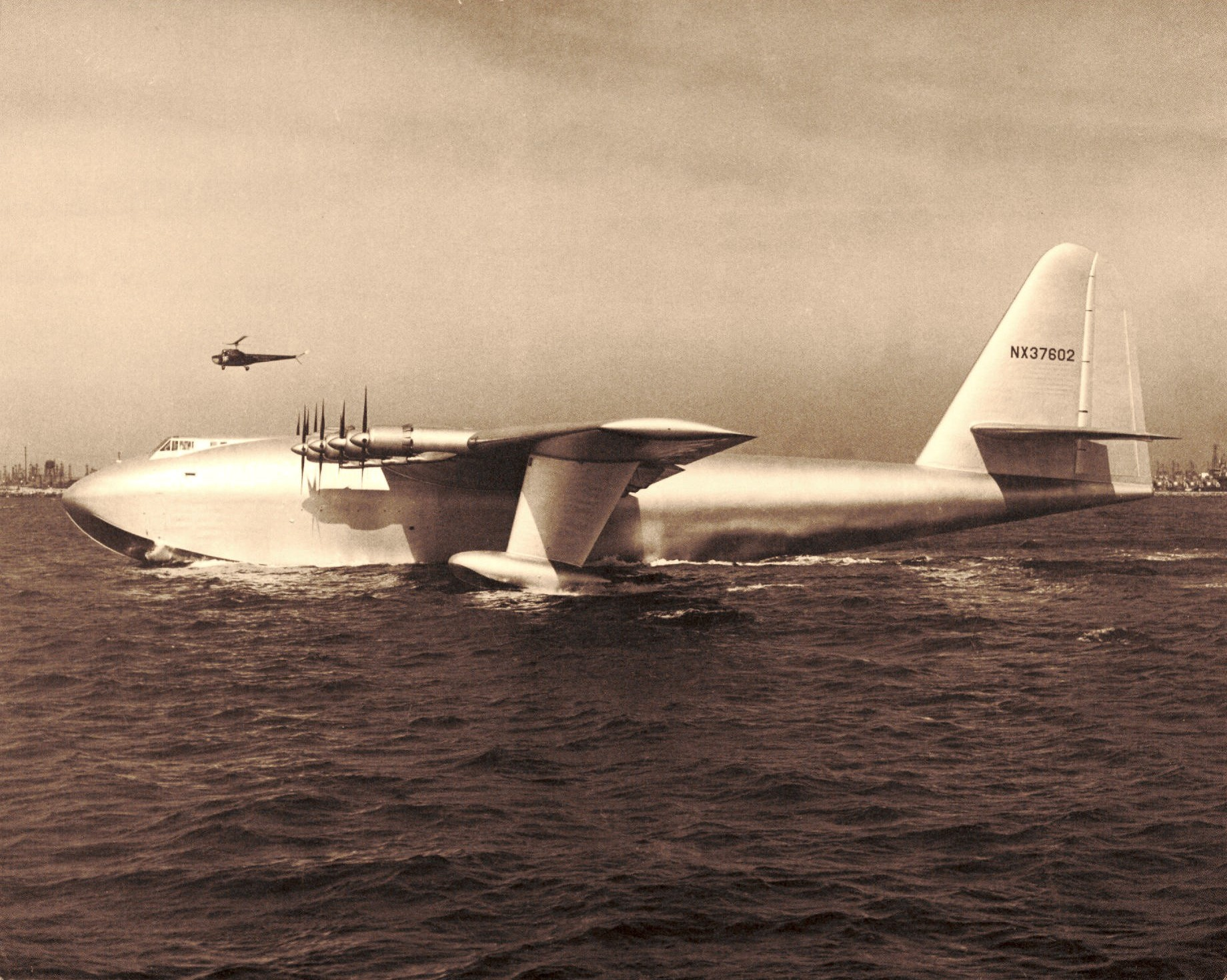
هيوز إتش-4 هيركوليز
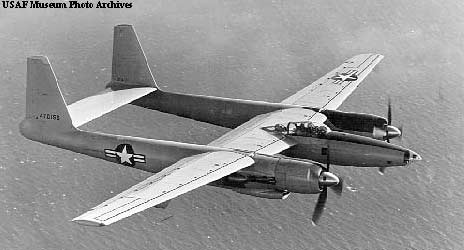
هيوز إكس إف-11
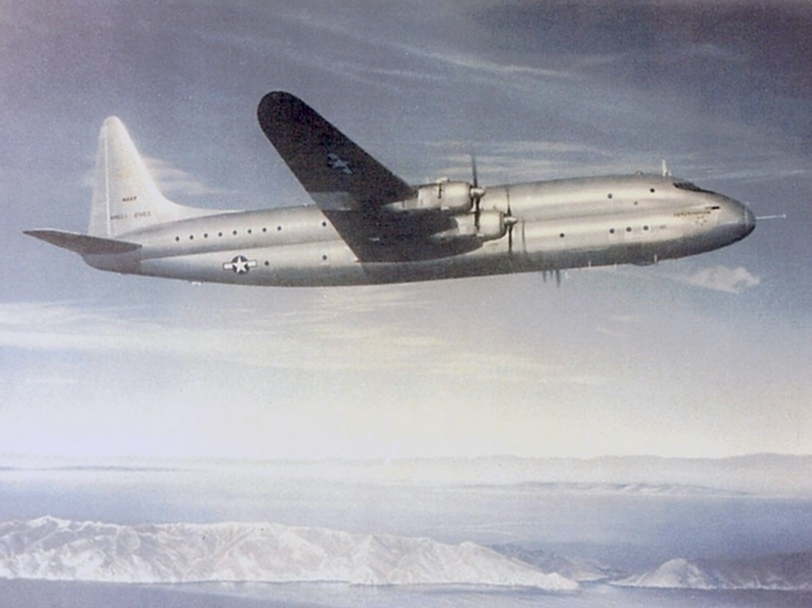
لوكهيد أر 6 في كونستيتيوشن
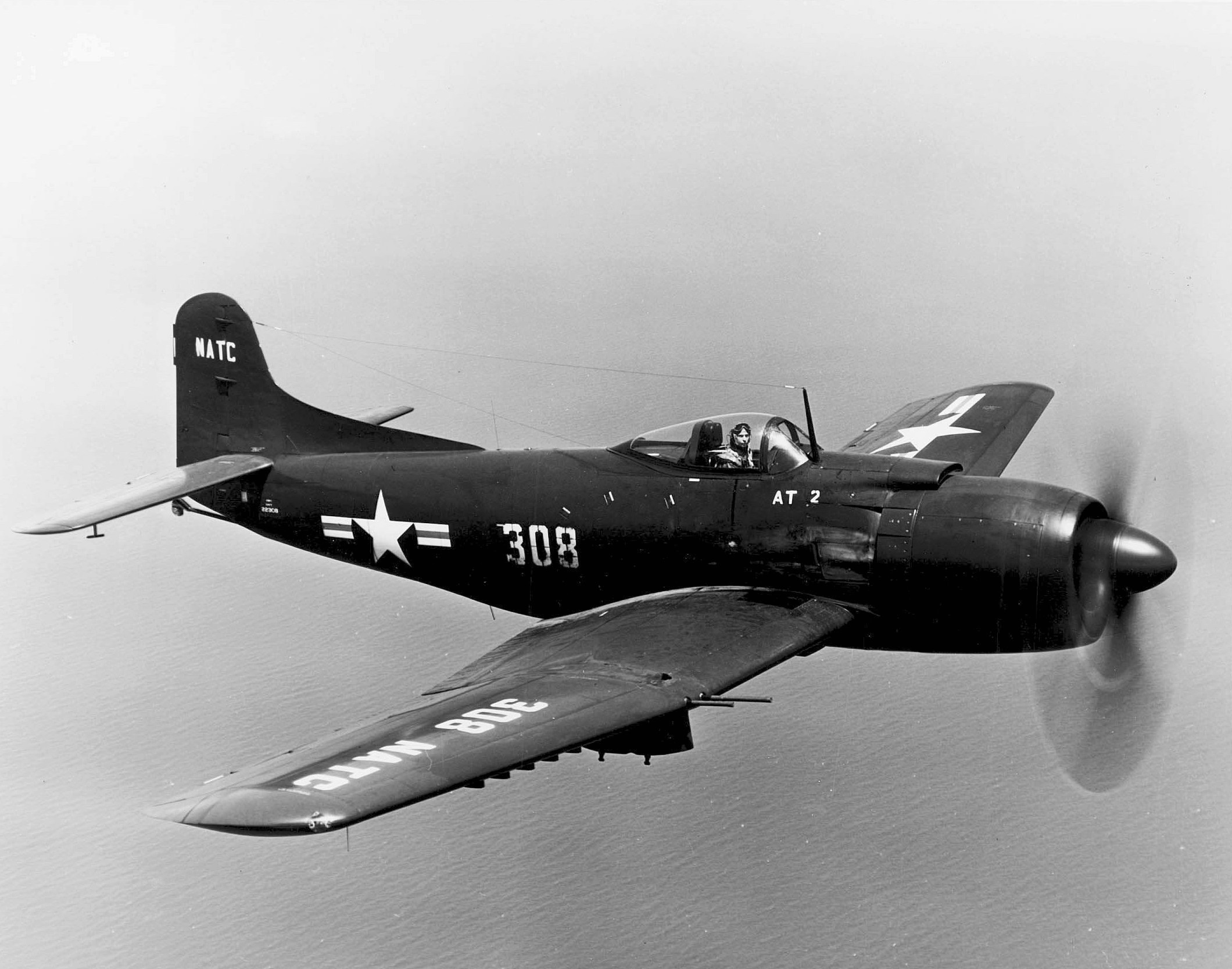
مارتن ايه إم مولر
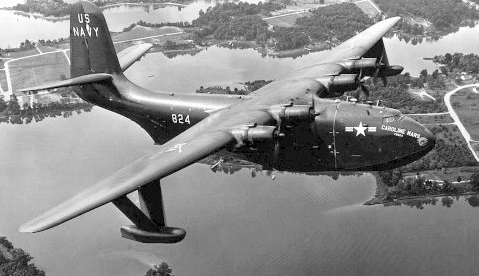
مارتن جيه أر إم مارس
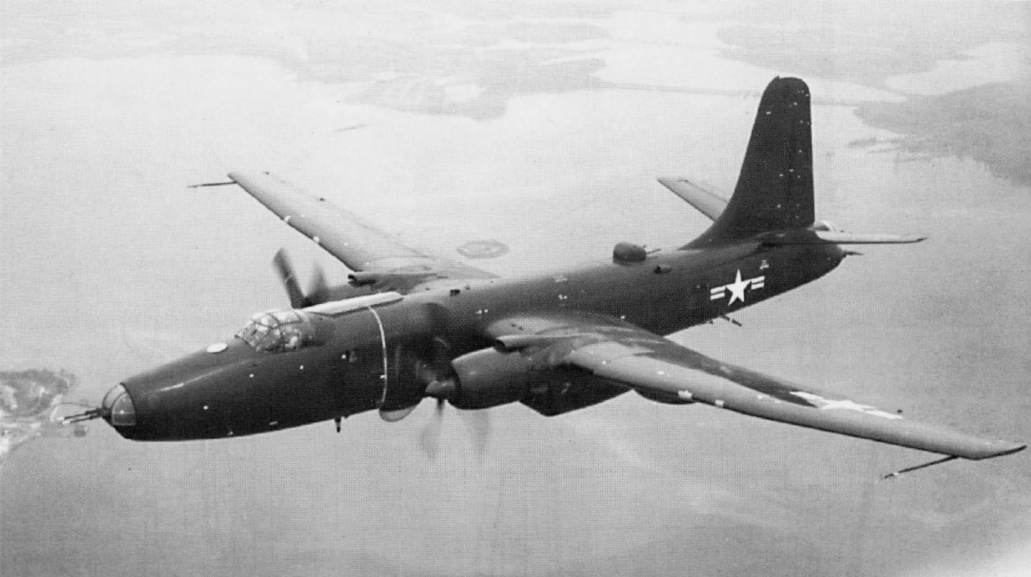
مارتن بي 4 إم ميركاتور
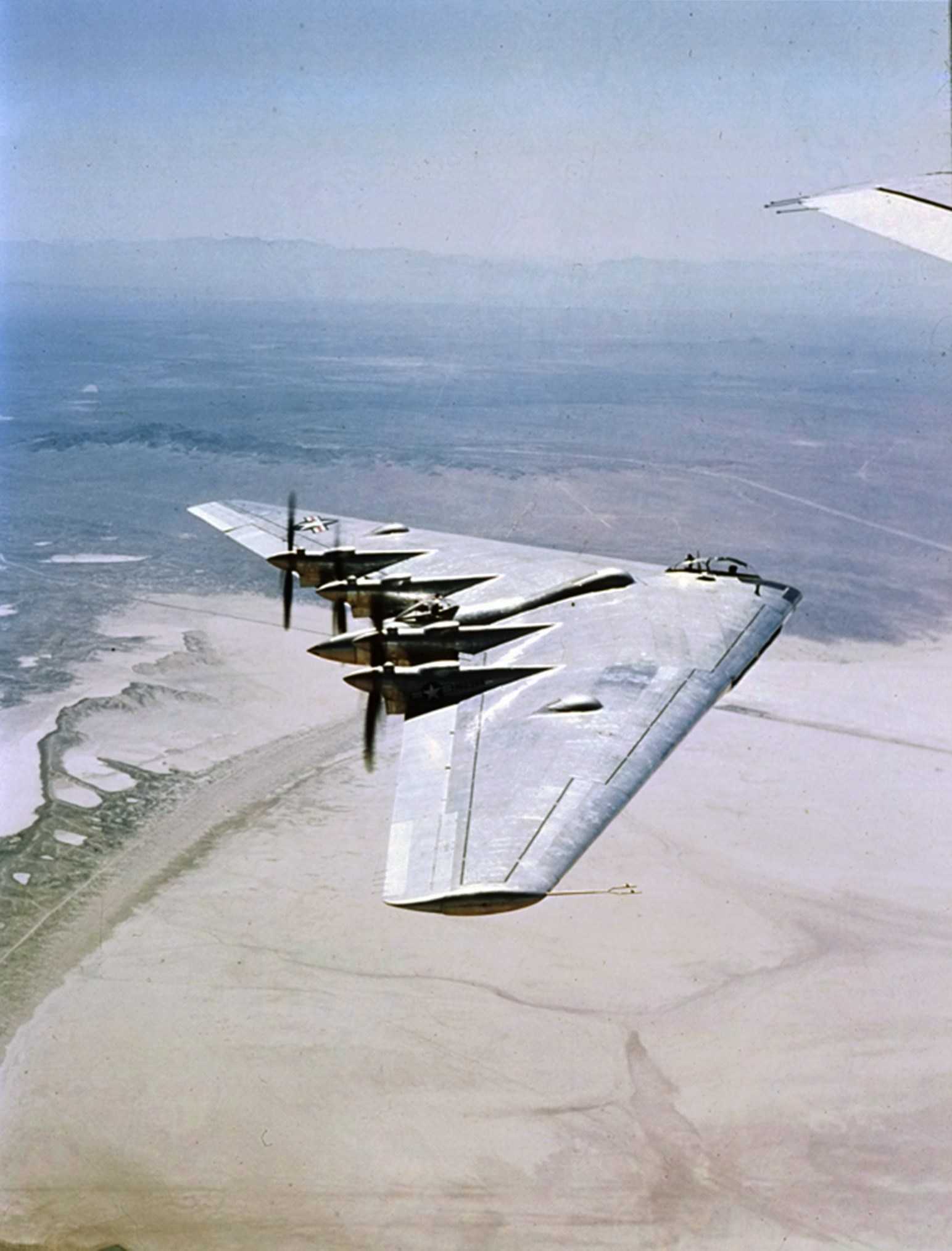
نورثروب واي بي-35
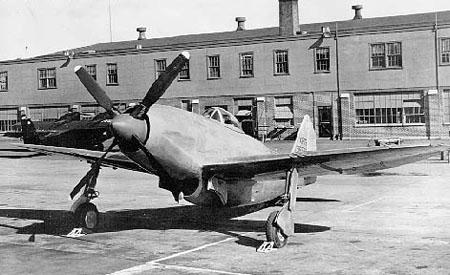
ريبابليك إكس بي-72
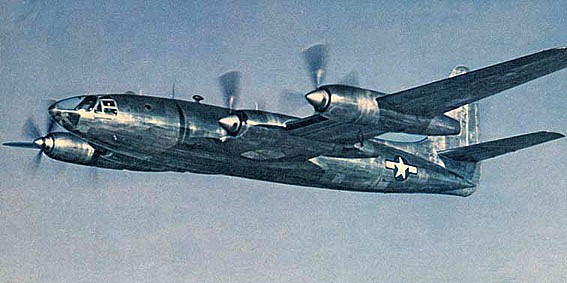
ريبابليك إكس إف 12 رينبو
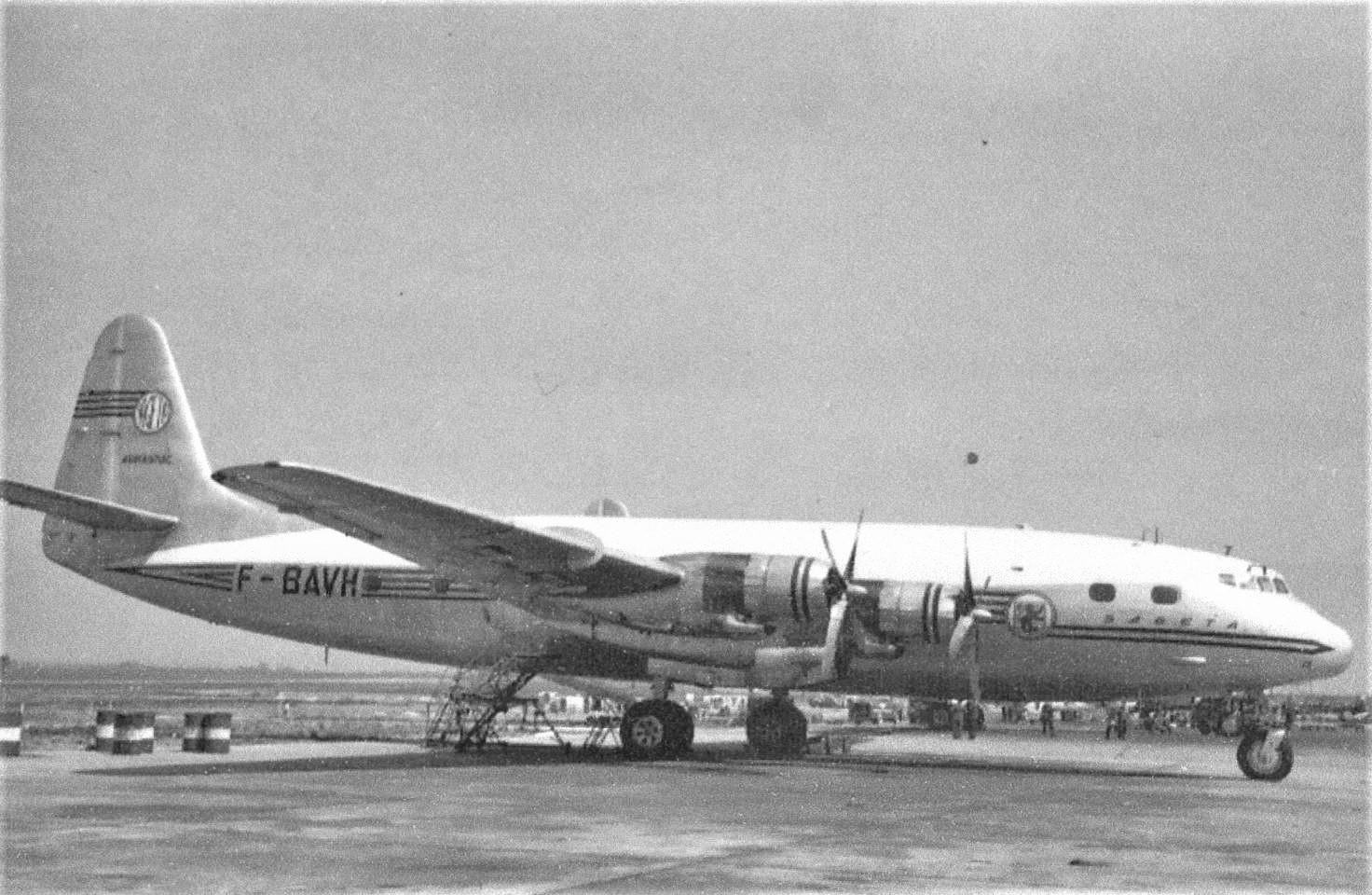
إسنكيس أرمجناك
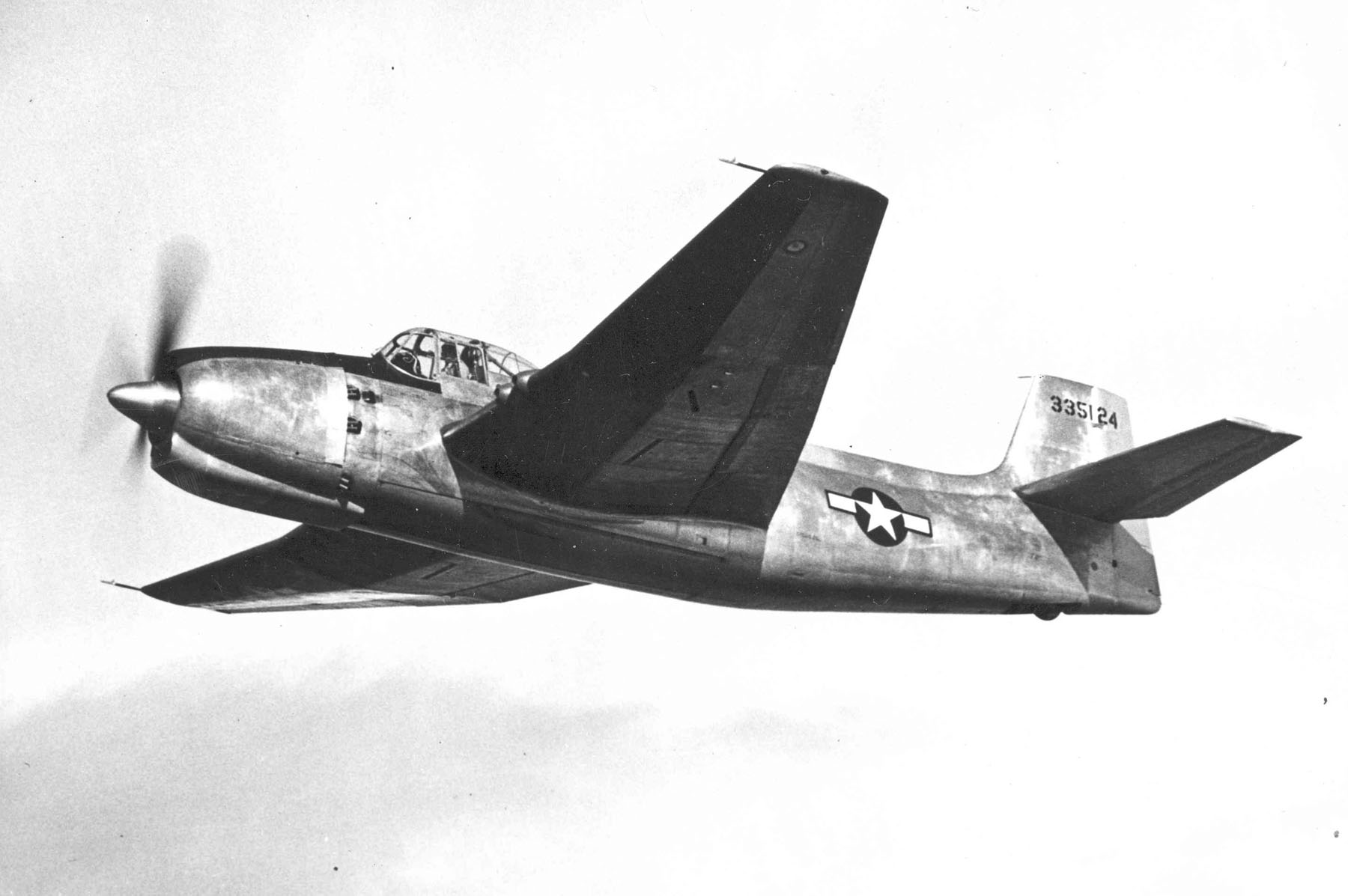
فولتي إكس ايه-41

- آيرو سبيسلاينز بريجنانت جابي
- بوينغ 377 ستراتوكروسر
- بوينغ بي-50 سوبرفورترس
- بوينغ سي-97 سترتوفريتر
- بوينغ كيه سي -97 ستراتوفريتر
- بوينغ إكس إف 8 بي
- كونفير بي-36
- كونفير إكس سي-99
- كيرتس إكس بي تي سي
- دوغلاس إكس تي بي 2 دي سكاي بايرت
- فيرتشايلد إكس سي-120 باك بلان
- جوديير إف 2 جي كورسير
- هيوز إتش-4 هيركوليز
- هيوز إكس إف-11
- لوكهيد أر 6 في كونستيتيوشن
- مارتن ايه إم مولر
- مارتن جيه أر إم مارس
- مارتن بي 4 إم ميركاتور
- نورثروب واي بي-35
- ريبابليك إكس بي-72
- ريبابليك إكس إف 12 رينبو
- إسنكيس أرمجناك
- فولتي إكس ايه-41

## محركات معروضة

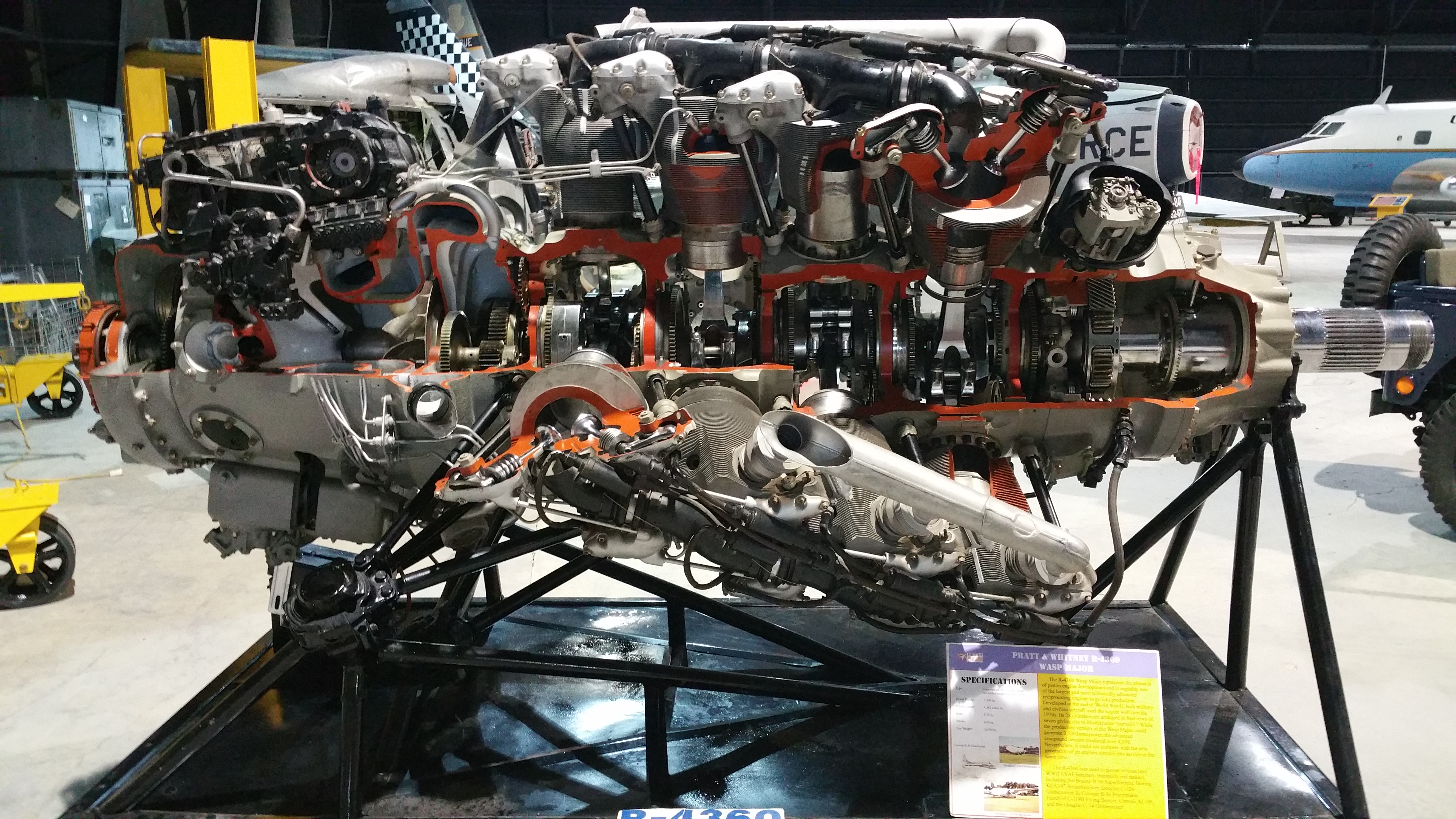
قطاع لمحرك أر-4360

- يُعرض قطاع لمحرك أر-4360-4 واسب ماجور في متحف الحديقة الجوية في بورتاج في ميتشيجان.
- يُعرض قطاع لمحرك أر-4360-4 واسب ماجور في متحف الطيران في وارنر روبنس في جورجيا.[2]
- يُعرض محرك أر-4360 (تي اس بي 1-جي) واسب ماجور في متحف إنجلترا الجوي الجديد في مطار برادلي الدولي في ويندسور لوكس في كونيكتيكت.[3]
- يُعرض لمحرك أر-4360 في متحف هيل الجوي الموجود في قاعدة هيل الجوية.[4]
- يُعرض محرك أر-4360 في متحف كافانف الجوي في أديسون في تكساس.
- يُعرض محرك أر-4360 في حظيرة بوينغ الجوية في مركز ستيفن إف أودفار هازي (سميثونيان) في تشانتيلي في فيرجينيا.
- يُعرض قمحرك أر-4360 في متحف أمريكا الوسطى للنقل والطيران في مدينة سيوكس في لوا.
- يُعرض قطاع لمحرك أر-4360 واسب ماجور في قسم الطيران في جامعة سينترال ميسوري في مدينة وارنسبورغ.

## المواصفات (أر-4360-51 في دي تي)

### مواصفات عامة

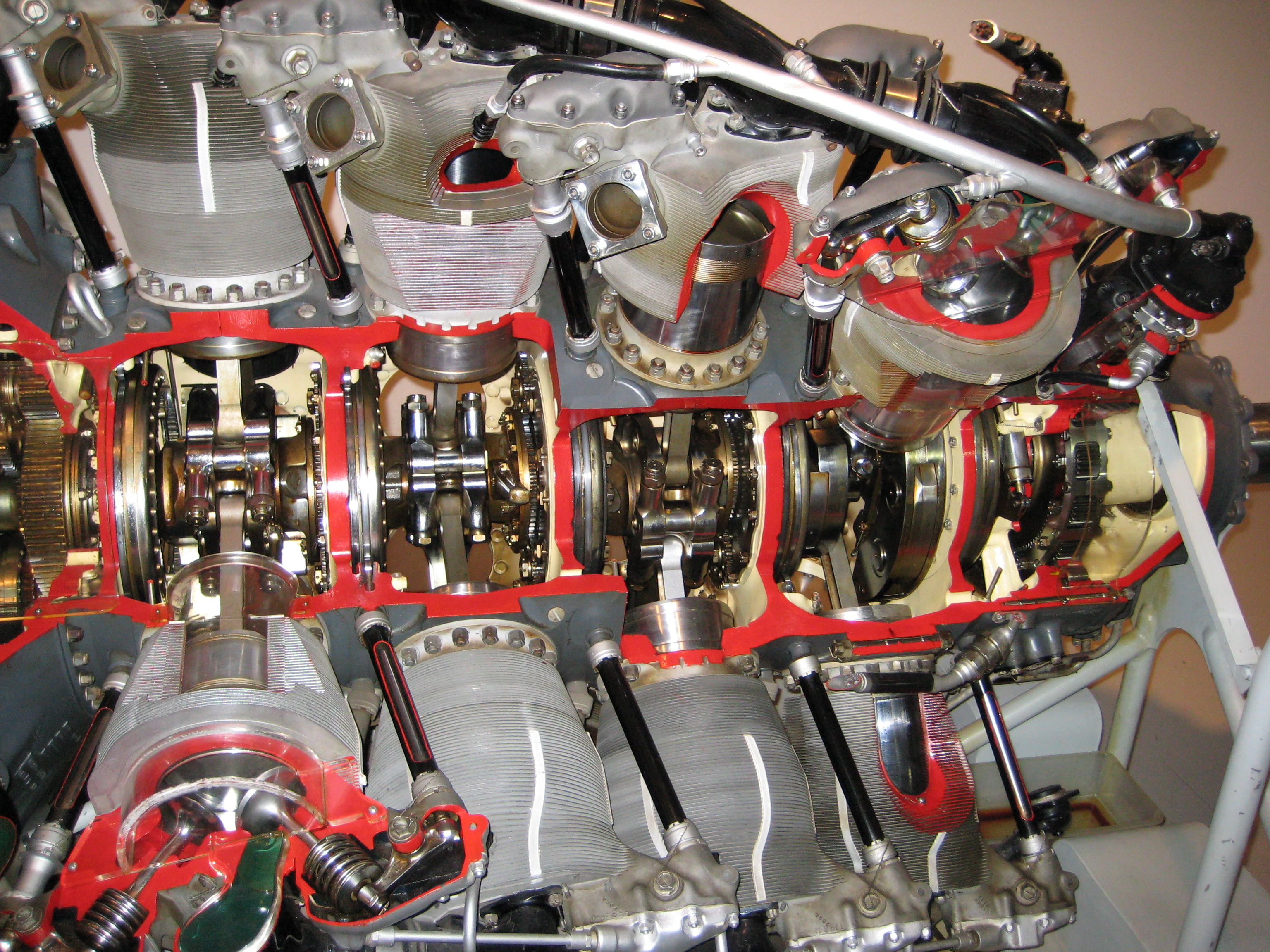
محرك برات آند ويتني آر-4360 به قطاعات.

- النوع: محرك طائرة شعاعي مكون من 28 أسطواناتمُرتبة في 4 صفوف، ويُبرد بالهواء ومُزود بشاحن توربيني فائق.
- قطر الأسطوانة: 146 مم.
- الشوط: 152 مم.
- سعة المحرك: 71489 سنتيمتر مكعب.
- الطول: 245 سم.
- القطر: 140 سم.
- الوزن الصافي: 1760 كجم.

### المكونات
- سلسة صمامات: 2 صمام قفازي لكل أسطوانة.
- شاحن توربيني فائق: شاحن توربيني فائق طارد مركزي متغير السرعة أحادي المرحلة.
- شاحن توربيني: شاحن توربيني طراز جينرال إليكتريك سي إتش إم-2
- نظام الوقود: مكربن حاقن طراز بيندكس سترومبرج بي أر-100 إي2.
- نوع الوقود: بنزين طائرات ذو رقم أوكتان 145/115.
- نظام التزييت: حوض جاف
- نظام التبريد: تبريد بالهواء.

### الأداء
- القدرة الناتجة: 4300 حصان (3200 كيلو وات).
- كثافة القدرة: 0.99 حصان/بوصة مكعبة (44.9 كيلو وات/لتر).
- نسبة الانضغاط: 1:6.7
- نسبة القدرة إلى الوزن: 1.11 حصان/باوند (1.83 كيلو وات/كجم).

## مزيد من القراءة
- Bridgman, Leonard, ed. Jane's All The World's Aircraft 1951–1952. London: Samson Low, Marston & Company, Ltd 1951.
- White, Graham (2006). R-4360: Pratt & Whitney's Major Miracle. North Branch, Minn.: Specialty Press. ISBN 1-58007-097-3.

## روابط خارجية
- معلومات عن محرك أر-4360 واسب ماجور على موقع برات آند ويتني